# Richard Eilenberg

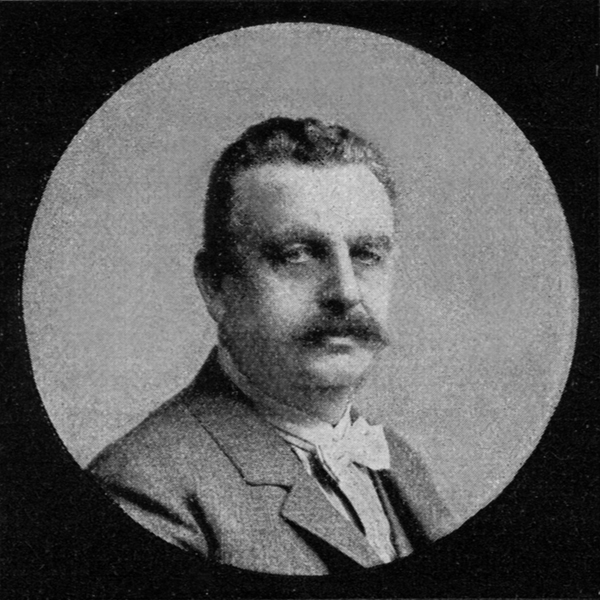
Richard Eilenberg

Richard Eilenberg (* 13. Januar 1848 in Merseburg; † 5. Dezember 1927 in Berlin) war ein deutscher Komponist.

## Leben
Eilenbergs musikalischer Werdegang begann mit dem Studium der Fächer Klavier und Komposition. Mit 18 Jahren komponierte er sein erstes Werk – eine Konzertouvertüre. Als Freiwilliger nahm er am Deutsch-Französischen Krieg 1870/71 teil. Eilenberg war seit 1873 Musikdirektor und Dirigent in Stettin und ließ sich 1889 in Berlin als freier Komponist nieder, wo er in der Bremer Straße 71, NW 21 (Berlin-Moabit) wohnte.

Im Alter von 65 Jahren wurde er zu Schallplattenaufnahmen eingeladen, die bei Homokord erschienen (Berlin 1913).

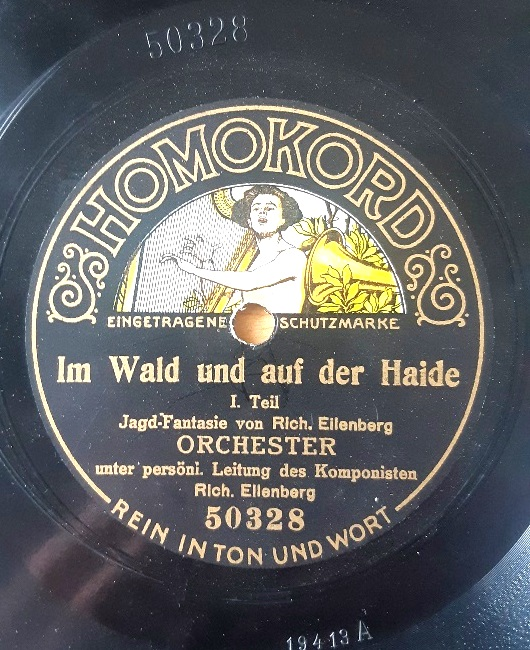
Schallplatte

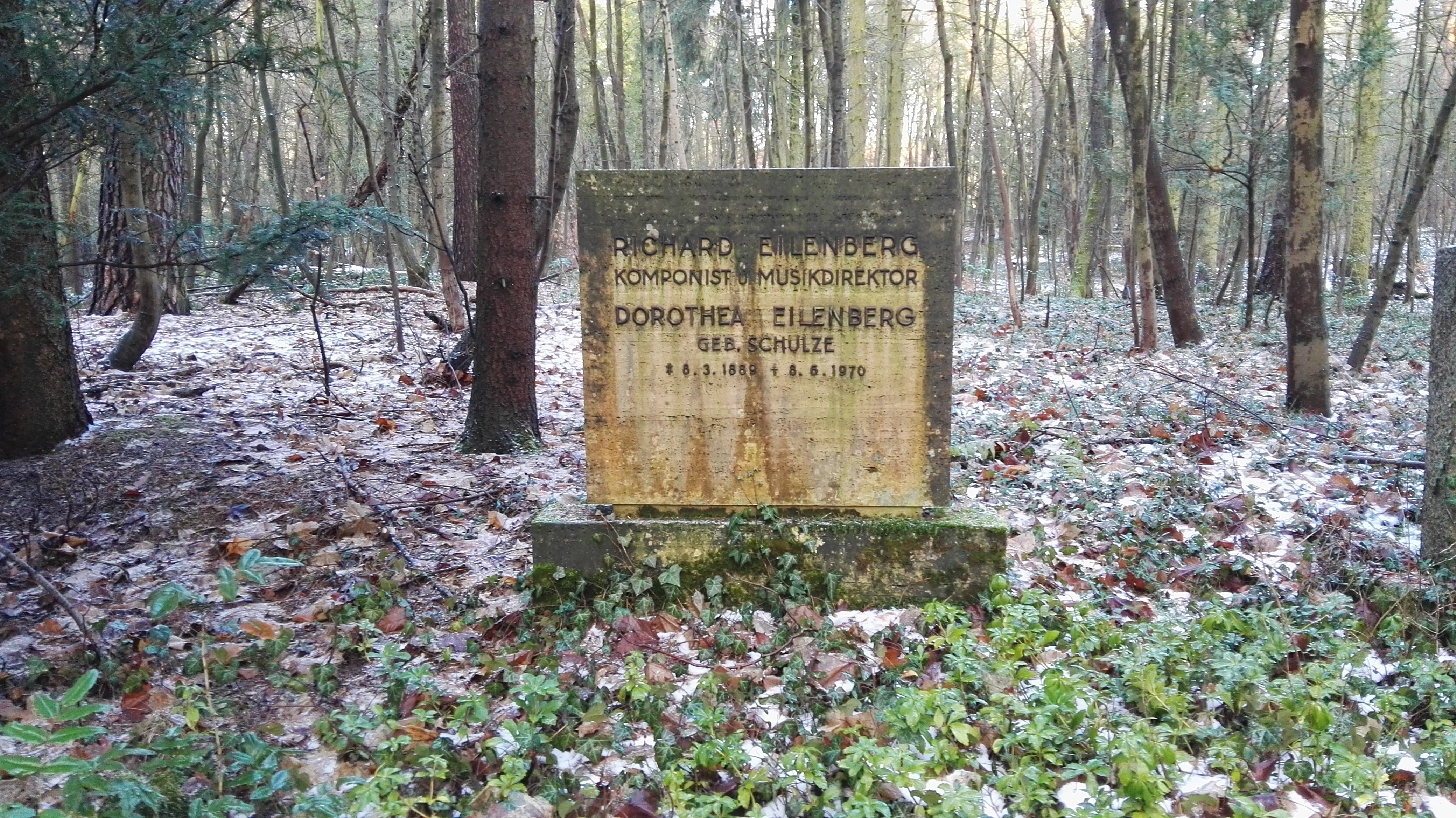
Grabstätte

In erster Ehe war er mit Marie geb. Kießling (1845–1917) verheiratet, in zweiter Ehe mit Dorothea geb. Schulze (1889–1970). Sein Grab befindet sich auf dem Südwestkirchhof Stahnsdorf.

## Werke
Eilenberg komponierte vor allem Märsche und Tänze für Orchester, Harmonie- und Militärmusik, ein Ballett Die Rose von Schiras op. 134 und die Operetten Comteß Cliquot (1909), König Midas, Marietta und Der tolle Prinz. Von Bedeutung  sind auch die von ihm komponierten Märsche Krönungsmarsch (für Alexander III. von Russland) und Janitscharen-Marsch op. 295, der anlässlich des Preismarschwettbewerbs entstand.
Am bekanntesten sind jedoch seine der Salon- bzw. Unterhaltungsmusik zuzurechnenden Stücke Petersburger Schlittenfahrtⓘ op. 57 (1885/86; auch mit Subtext Schön ist’s im Winter von Leo Breiten) und Die Mühle im Schwarzwald op. 52 (1885) geworden. Eilenberg hinterließ ca. 350 Kompositionen, darunter 10 Fantasien nach Melodien großer Meister unter dem Titel Ehrenkränze der Tonkunst op. 268–277 und die Suite Durch Feld und Wald op. 119. Die eher abwertende Beurteilung seiner Charakterstücke durch die zeitgenössische Musikpublizistik als trivial und seicht hat deren Popularität in keiner Weise geschadet.
Weitere Werke:
- Norwegische Rentierpost, Grand Galop brillant, op. 314[3]